# Jardin botanique des Pyrénées occidentales
Le jardin botanique des Pyrénées occidentales, est un jardin botanique et arboretum privé situé au 42, route de Morlaàs, Saint-Jammes, Pyrénées-Atlantiques, Aquitaine, France. Il n'est ouvert que sur rendez-vous.

## Description
Le jardin botanique a été créé en 1993 par le propriétaire Jacques Urban, et est membre des Jardins botaniques de France. Les plantations sont situées sur deux communes des Pyrénées-Atlantiques, Billère avec un jardin de 3 000 m2, et Saint-Jammes, consacré à l'arboretum avec une partie privée et une partie dans le domaine public. Le jardin est spécialisé dans la conservation et la germination des semences botaniques avec notamment une séminothèque de plus de 10 000 échantillons de graines d'espèces botaniques. L'arboretum à la fois public et privé compte environ 250 essences peu communes d'arbres et arbustes. Le jardin publie aussi quelques documents botaniques notamment des monographies de genres (Corymbia, Eucalyptus, Fraxinus, etc.) et travaille à la flore des Pyrénées occidentales.